# Ernst Sars
Johan Ernst Welhaven Sars (født 11. oktober 1835 i Florø præstegård, død 27. januar 1917 på Bestun ved Kristiania) var en norsk historiker. Han var søn af Michael Sars og bror til Georg Ossian Sars. 
Han blev student fra Bergen 1853, begyndte at studere naturfag, men gav sig allerede 1856 i kast med at besvare Kristiania Universitets historiske prisopgave for det år om Kalmarunionens årsager og Norges stilling under den. Han vandt virkelig også guldmedaljen for sin besvarelse, og dermed var hans fremtid som historiker afgjort. Hans prisafhandling havde i indledning og konklusion hævdet den akademiske verdens gængse opfattelse af Nordens historie som en udvikling hen imod enhed; men i modsætning dertil havde han i sin fremstilling af de konkrete historiske forhold påvist, at Kalmarunionen, grundlagt af et egennyttigt aristokrati, var falden sammen netop med folkenes vågnende selvbevidsthed, og denne tankegang, som pegede hen mod en voksende national forgrening i Norden i steden for sammenslutning, modnedes hurtig hos ham til fuld klarhed over sine konsekvenser. 
Hertil bidrog først og fremmest hans filosofiske studier. Med understøttelse af det historiske kildeskriftfond opholdt han sig somrene 1858 og 1859 i København for at foretage afskrifter, og her fik han anledning til at studere August Comtes positivistiske filosofi, som første gang viste ham en logisk sammenhæng i verdensudviklingen og lærte ham en metodisk syntese på kendsgerningernes grund. Kort efter begyndte han at læse Herbert Spencer, som just på denne tid opstillede sin udviklingsfilosofi med differentieringen som den almene grundlæggende lov, og medens allerede på forhånd hans realistiske sans havde rejst sig mod skandinavismens romantiske drømme, fandt han nu hos Spencer den filosofiske begrundelse for sit nationale standpunkt. 
I 1858 havde Sars påbegyndt i "Nordisk Universitets-Tidsskrift" en afhandling om Norge under Foreningen med Danmark, og han havde her i de to første afsnit væsentlig fremstillet kendsgerninger, som viste, at Norge under foreningen ikke havde været i den grad skændig mishandlet som ofte antaget. Men først i det tredje afsnit fra 1863 havde han rejst de mere almene historiske spørgsmål, og her brød han fuldstændig med den ældre opfattelse, som i foreningstiden havde set en standsning, en "søvn" i Norges udvikling og en opgåen af Norge i den danske kultur. Han hævdede, at "Dansketiden" kun var dansk på overfladen, medens det norske folk havde fortsat sin selvstændige nationale udvikling, og at nutidens selvstændighedsbestræbelser just byggede på det grundlag, foreningstiden havde lagt. 
Det stod klart for ham, at fremtiden endnu skarpere måtte fremhæve det særnationale hos hvert af Nordens folk, og derfor sluttede han sig 1867 sammen med mænd som Aasmund Olavsson Vinje, Werner Werenskjold og J.C. Krogh om at udgive ugebladet "Vort Land", som havde til opgave at bekæmpe skandinavismen og særlig dens program om unionel samrøring med Sverige. Men hans hovedtanke var at undermure det norske folks nationale arbejde med en solid grundvold ved at gengive det dets historie, og denne tanke gennemførte han med sit store værk Udsigt over den norske Historie (4 bind, 1873—91). Her blev for første gang eftervist enheden i den norske historie; her blev det uimodsigelig klargjort, at de brud, man tidligere havde set i den, ikke havde herørt selve livsnerven i den, og at den ene historiske periode byggede videre på den anden fra de ældste til de nyeste tider. 
Den norske historie blev ikke længere isoleret, men blev af Sars med genialt blik stillet i uafladelig vekselvirkning med de almeneuropæiske 
kulturbevægelser, samtidig med at den blev stillet på rent national grund. Sars havde skrevet den norske nationalitets historie, og hans arbejde var selv et led i den nationale udfoldelse. Med iver har han ved siden af sin historieskrivning taget del i alt friheds- og fremskridtsarbejde; han har populariseret sin historiske grundtanke i det lille skrift Historisk Indledning til Grundloven (1882, omarbejdet 1887), han har været medudgiver af liberale tidsskrifter ("Nyt norsk Tidsskrift", 1877—78, "Nyt Tidsskrift", 1882—87 og 1892—95, "Ringeren", 1897—98), og han har hyppig skrevet om politiske spørgsmål i aviserne. 
Senest har han offentliggjort Norges politiske Historie 1815—85 (1899—1904), væsentlig en fremstilling af dets nationale selvstændighedskamp, og denne har han benyttet som grundlag for skildringen af tiden 1814—1905 i værket Norges Historie, fremstillet for det norske Folk af Alexander Bugge, Ebbe Hertzberg etc. (1909—13). Sars havde fra 1860 været ansat som assistent i Rigsarkivet og blev 1870 tillige adjunktstipendiat i historie ved Kristiania Universitet; efter at 1. bind af hans Udsigt var udkommet, blev der efter forslag af Johan Sverdrup og flere 1874 bevilget ham af Stortinget en ekstraordinær professorgage, og han udnævntes derefter til professor i historie. I 1879 kreeredes han til æresdoktor i det filosofiske fakultet ved Københavns Universitet. På hans 70. fødselsdag udgav venner og disciple et bind Historiske Afhandlinger tilegnet Professor, Dr. J.E. Sars" (1905).